# هيرنان ماركيز
هيرنان ماركيز (بالإسبانية: Hernán Márquez)‏ مواليد 4 سبتمبر 1988 في ولاية سونورا، المكسيك، هو ملاكم محترف مكسيكي يصنف ضمن فئة وزن الذبابة.

## المسيرة الاحترافية
من نزالاته:
- خسر أمام جيوفاني سيغورا بالضربة القاضية (02-11-2013).

## إحصائيات
خاض خلال مسيرته 46 نزالا، فاز في 39 وتعادل في 1 وخسر في 6. فاز بالضربة القاضية في 28 نزالا.

## روابط خارجية
- هيرنان ماركيز على موقع بوكس ريك (الإنجليزية) (registration required)